# Rivière-Saas-et-Gourby
Rivière-Saas-et-Gourby (okzitanisch: Ribèra-Saas e Gorbí) ist eine französische Gemeinde mit 1.425 Einwohnern (Stand: 1. Januar 2022) im Département Landes in der Region Nouvelle-Aquitaine (vor 2016: Aquitanien). Rivière-Saas-et-Gourby gehört zum Arrondissement Dax und zum Kanton Dax-1.

## Geografie
Rivière-Saas-et-Gourby liegt etwa acht Kilometer westsüdwestlich von Dax in der Landschaft Marensin am Fluss Adour, der die Gemeinde im Süden und Südosten begrenzt. Umgeben wird Rivière-Saas-et-Gourby von den Nachbargemeinden Magescq im Norden, Angoumé im Osten und Nordosten, Tercis-les-Bains im Südosten, Siest im Süden und Südosten, Orist im Süden und Südwesten, Saubusse im Westen sowie Saint-Geours-de-Maremne im Westen und Nordwesten.

## Bevölkerungsentwicklung
| 1962                       | 1968 | 1975 | 1982 | 1990 | 1999 | 2006 | 2018 |
| -------------------------- | ---- | ---- | ---- | ---- | ---- | ---- | ---- |
| 693                        | 698  | 699  | 675  | 809  | 939  | 1107 | 1225 |
| Quellen: Cassini und INSEE |      |      |      |      |      |      |      |

## Sehenswürdigkeiten
- Kirche Saint-Blaise in Gourby
- Kapelle Saint-Blaise in Gourby
- Kirche Saint-Jean-Baptiste in Rivière

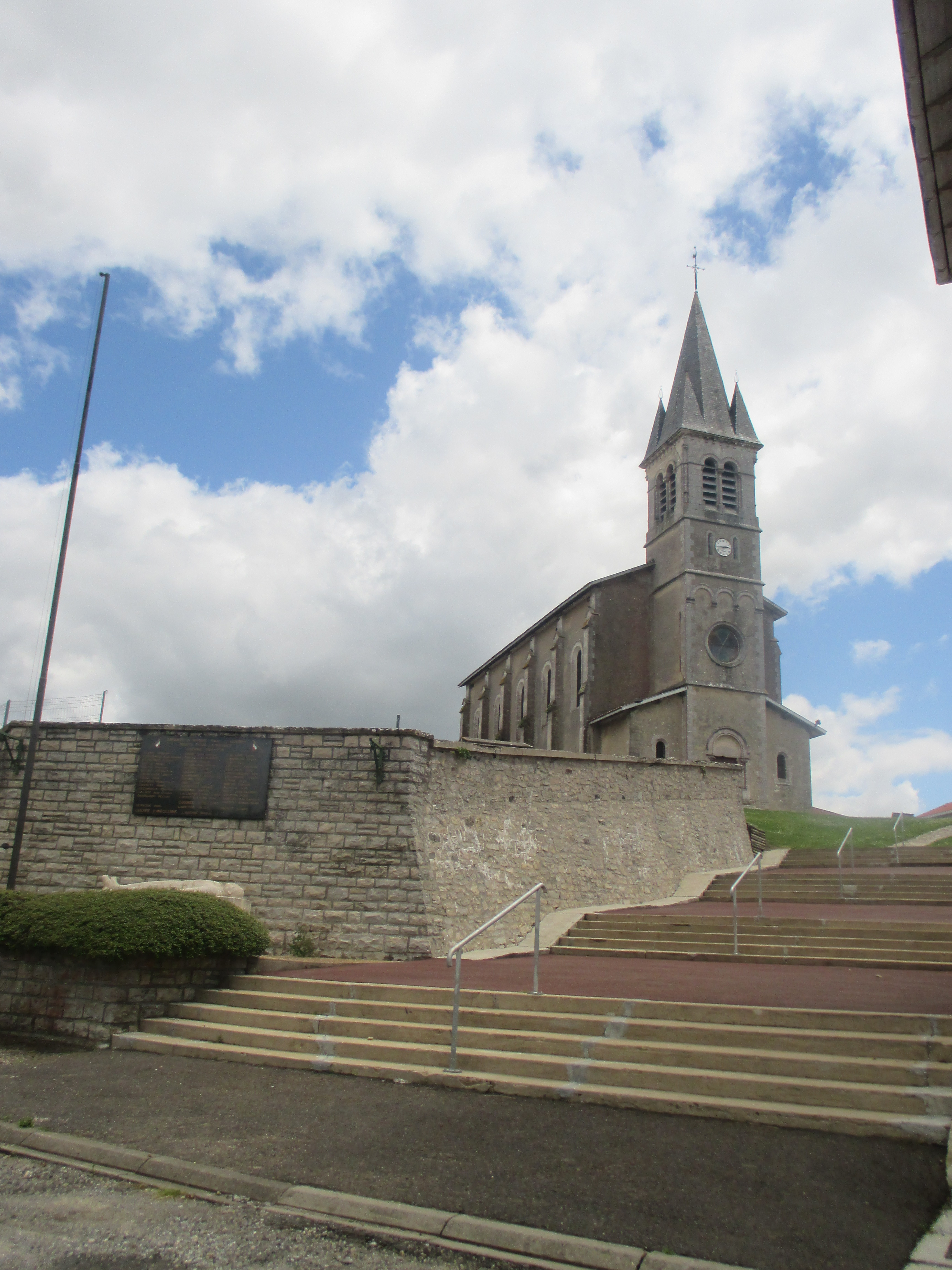
Kirche Saint-Blaise
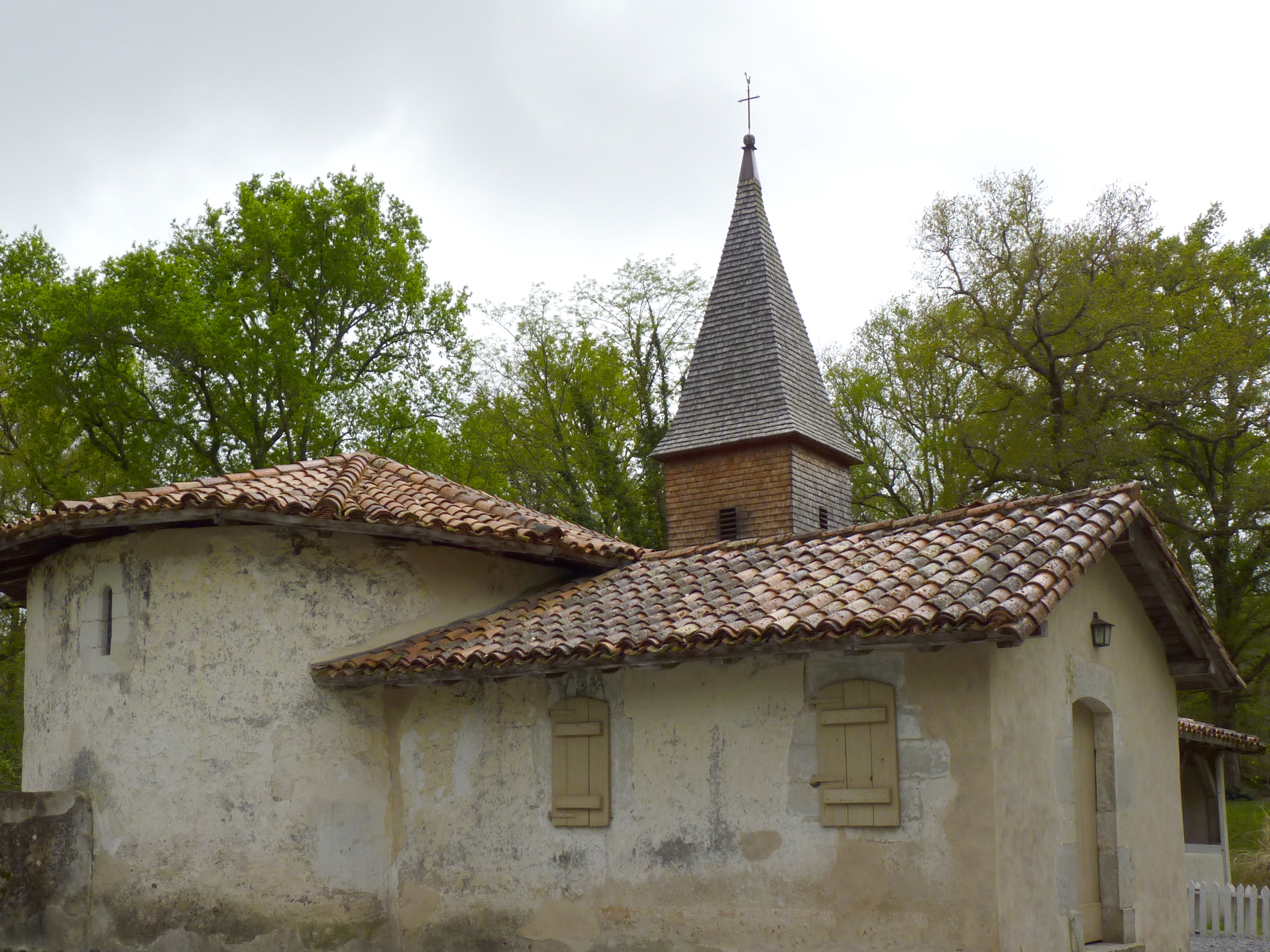
Kapelle Saint-Blaise